# Normance
Normance es una novela de 1954 del escritor francés Louis-Ferdinand Céline. La historia es una versión ficticia de las experiencias del autor durante las últimas partes de la Segunda Guerra Mundial, donde apoyó a los nazis. Es la secuela de la novela Fantasía para otra ocasión de Céline de 1952, y tiene el subtítulo Fantasía para otra ocasión II ( Féerie pour une autre fois II ).

## Recepción
El libro fue reseñado en Publishers Weekly en 2009: "Incluso en su momentos más lúcidos, la prosa de Céline se lee como rápidos estallidos de jerga vulgar y profana, bastante problemática por derecho propio, emitida en un estilo dramático y de confrontación. Fiel a su estilo, esta narración prácticamente se grita en breves ráfagas con signos de exclamación (conectados, o desconectados, por así decirlo, a través de puntos suspensivos) . . . Verdaderamente, no hay mucho de una trama, y los lectores que retomen esto lo harán porque ya son fanáticos del trabajo de Céline".